# Teresa Stolz
Pour les articles homonymes, voir Stolz.
Teresa Stolz est une soprano née le 2 juin 1834 à Elbekosteletz (Royaume de Bohême) et morte le 23 août 1902 à Milan (Italie), amie et l'une des principales interprètes de Giuseppe Verdi.

## Biographie
Elle naît dans une famille de musiciens. Francesca et Ludmilla, ses sœurs jumelles de huit ans plus âgées, sont également des sopranos. Après des études à Prague avec Josef Neruda (en), puis à Trieste avec Luigi Ricci, elle devient l'élève de Francesco Lamperti à Milan. Elle débute en 1857 à Tbilissi et poursuit sa carrière à Odessa et Constantinople. En 1863-1864, elle chante Le Trouvère à Turin et à Nice et Guillaume Tell à Bologne où elle est dirigée par le chef d'orchestre et ami de Verdi Angelo Mariani avec lequel elle se lie.
Son interprétation de Lucrezia Borgia à la Scala en 1865 la fait remarquer par Giuseppe Verdi. Elle chante Giovanna d'Arco, puis le rôle d'Elisabetta dans la version italienne de Don Carlo à Bologne en 1867. Elle triomphe avec la Leonora de La forza del destino dirigée par Verdi à la Scala en 1869. Verdi et Mariani se brouilleront à cette occasion et la Stolz se rapprochera du compositeur auquel la liera une grande complicité. Trop chère pour Le Caire, elle est cependant dirigée par Verdi lors de la première d'Aida à la Scala en 1872. En 1874, elle chante le Requiem lors de sa création.
Elle interprète le répertoire verdien dans toute l'Italie, mais aussi à Vienne, Paris (Théâtre-Italien et Opéra-comique), Londres, Le Caire et Saint-Pétersbourg. Elle chante aussi Halévy et Meyerbeer (Rachel, Alice, Valentine). Soprano dramatique verdien idéal, elle allie une voix exceptionnellement étendue (sol2 - do dièse5), dont la puissance dans le grave comme dans l'aigu lui permet toutes les nuances, à une prestance scénique raffinée qui fait d'elle une Elisabeth de Valois remarquable. Elle est parfois qualifiée de soprano falcon.